# Луганскуголь

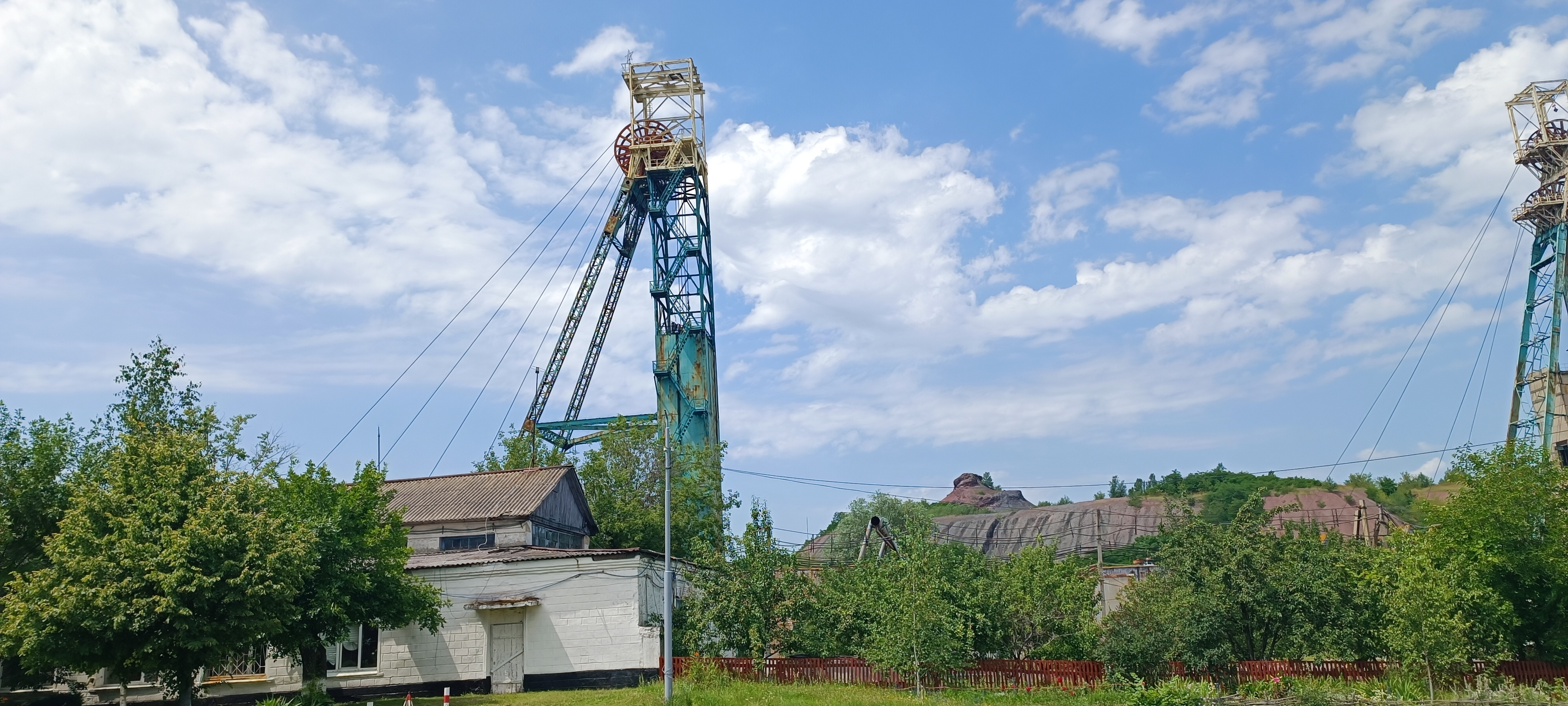
Шахта «Никанор-Новая». г. Зоринск, Луганская область. Июль 2023 года.

Луганскуголь (укр. Луганськвугілля) — угледобывающее государственное предприятие (центр — город Луганск). В объединение входят 20 обособленных предприятий:
- «Вергелевская»
- имени Артема
- «Лутугинская»
- «Никанор-Новая»
- «Фащевская»
- «Черкасская»
- шахтоуправление «Луганское»
- имени XIX Съезда КПСС

3 ГОП:
- «Луганская»,
- «Маяк»,
- «Славяносербская»

А также: автобаза, Лотиковский, Луганский и Стахановский ремонтно-механические заводы, Луганское и Перевальские (№ 1-2) РСУ, завод по ремонту горно-шахтного оборудования «Спутник», Луганский и Стахановский информационно-вычислительные центры, ПТУ «Луганскпогрузтранс», Стахановский узел производственно-технической связи, Луганское и Стахановское энергоуправления, управление по снабжению и сбыту продукции, управление по охране природы, Стахановское управление по монтажу, демонтажу и ремонту горно-шахтного оборудования. Модель режимов работы шахтных вертикальных подъемных установок в Matlab R2012a можно скачать облако майл ру https://cloud.mail.ru/public/kmXo/61d8XGmSS
Закрылись согласно программе закрытия неперспективных шахт
- в 1996 году: «Никанор»,
- в 1998 году: «Ленин».

## Известные сотрудники
- Акименко, Иосиф Данилович (1902—1982) — Герой Социалистического Труда.
- Поджаров, Павел Кузьмич (1913—1988) — Герой Социалистического Труда.
- Шокарев, Виктор Васильевич (1928—1995) — Герой Социалистического Труда.

## Руководство
- 1938—1939 — Дюканов, Мирон Дмитриевич
- 1939—1941 — Поченков, Кондрат Иванович
- 1942—1942 — Фадеев, Василий Семёнович
- 1943—1946 — Поченков, Кондрат Иванович
- 1946—1951 — Фадеев, Василий Семёнович
- 1951—1954 — Ивонин, Иван Павлович
- 1954—1955 — Шибаев, Василий Тихонович
- 1955—1963 — Скляр, Дмитрий Степанович
- 1963—1965 — Саратикянц, Семен Арутюнович
- 1965—1983 — Григорьев, Иван Александрович
- 1987—2000 — Полтавец, Виктор Иванович
- 2005—2006 — Попович, Игорь Николаевич
- 2006—2007 — Худяков, Юрий Николаевич
- 2007—2008 — Ровенский, Владимир Владимирович
- 2008—200. — Ермаков, Александр Николаевич
- 2015- — Слива, Вадим Игоревич